# Juan VII el Gramático

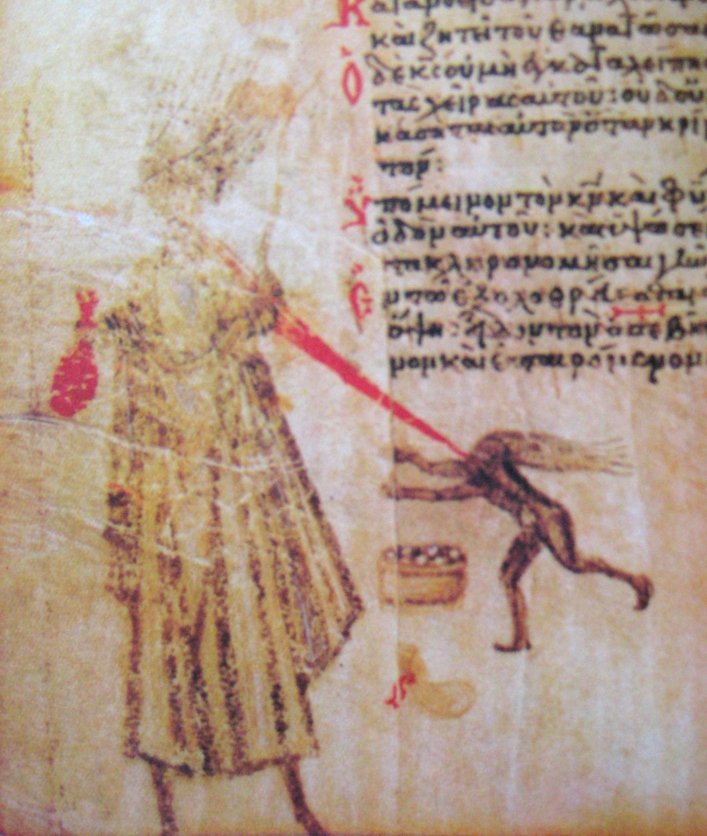
Juan VII de Constantinopla o el Gramático, representado con un demonio en un portamonedas iconódulo

Juan VII el Gramático, en griego original Ιωάννης Ζ΄ Γραμματικός, llamado a veces Juan Hylilas el Gramático o Juan VII de Constantinopla fue un teólogo del Imperio bizantino y Patriarca Ecuménico de Constantinopla de 837 a 843, antes del Gran cisma; falleció antes de 867. No debe ser confundido con Juan Filópono, también llamado algunas veces Juan el Gramático.

## Biografía
Nació en una familia aristocrática de origen armenio. Su padre era Pankratios Morocharzanios. Tenía un hermano, Arsaber, quizá el Arsaber que se casó con una hermana de la emperatriz Teodora, esposa del emperador Teófilo. La hermana de Juan fue la madre del posterior patriarca Focio. 
Empezó su carrera eclesiástica hacia 811, y fue al principio también pintor de iconos y corresponsal de Teodoro Estudita / el Estudioso. Pronto destacó por su saber y por su persuasiva y sutil retórica en la oratoria en los infinitos debates teológicos que eran tan comunes en su época. En 814 ya se había convertido en teólogo iconoclasta e higúmeno o abad laico del prestigioso Monasterio de San Sergio y San Baco (actualmente Pequeña Santa Sofía), y el emperador León V lo eligió para dirigir un comité que recopilara textos patrísticos para respaldar esta posición teológica en preparación del sínodo de 815 que había de derogar la iconodulia y proclamar la iconoclasia.
Además de asesorar a los emperadores León V el Armenio y Miguel II, educó al hijo de este último, el emperador Teófilo el Justo (829-842), transformándolo en el primer emperador bizantino ilustrado en mucho tiempo, además de en un fanático iconoclasta. Esto le supuso a Juan ser muy atacado y demonizado por los posteriores iconódulos, al haber sido la cabeza visible del segundo iconoclasmo; fue acusado incluso de impiedad y de haber practicado la magia. La verdad es que, junto con el emperador Teófilo, luchó contra el paulicianismo, herejía que había adquirido gran fuerza sobre todo en los themas o provincias del este del Imperio, y lo lograron frenar, aunque no ocurrió lo mismo con la iconodulia, por más que persiguieran con furia a los adoradores de iconos, cerrando conventos y encarcelando monjes.
Juan fue nombrado synkellos (asistente del Patriarca), cargo que lo convertía de facto en el probable heredero del patriarcado. Siempre al servicio de Teófilo, hacia el año 830 fue enviado como embajador a la corte del califa abasí Al-Mamún, aunque no pudo hacer mucho para evitar un periodo de guerra encarnizada entre el Imperio Bizantino y los abasíes. Sin embargo, su viaje no fue del todo estéril, ya que hizo avanzar el arte de la arquitectura al traerse los planos del palacio abasí de Badgad y persudadir al emperador Teófilo de que le encargara supervisar la construcción de un edificio parecido, el palacio de Bryas, «a semejanza de las arquitecturas sarracenas», en Maltepe, un arrabal en la parte asiática de Constantinopla. Al fin fue designado Patriarca de Constantinopla, cargo que desempeñó desde el 21 de enero de 837 hasta el 4 de marzo de 843, año en que fue derrocado en una conjura tramada por Teodora, esposa de Teófilo, el noble Bardas y otros muchos implicados en el llamado "Triunfo de la Ortodoxia", merced al cual fue restaurada la veneración de los iconos; le sucedió como Patriarca uno de los implicados, Metodio de Constantinopla, quien ordenó realizar un nuevo concilio para restablecer el nuevo orden.